# Српска православна црква Светог Николе у Шиду
Црква Светог Николе у Шиду је главна православна црква у граду. Црква припада Епархији сремској Српске православне цркве. Представља непокретно културно добро као споменик културе од великог значаја.

## Историјат
Монументална црква Светог Николе подигнута је у другој половини 18. века (вероватно 1758—1765). Високи иконостас из друге половине 18. века резбарен је у барокном духу са извесним рокајним елементима. Иконостас је 1787. осликао Григорије Николић, земунски сликар. Сомборски сликар Јован Недељковић био је позван да обнови иконостас 1825.
При овој цркви постојало је ивше задужбина и друштава током 19. и 20. века.

## Значај
Црква висином брода и звоника као и габаритом превазилази сремске цркве тога времена. Концепцијом простора и обликовањем архитектонског украса припада савременим барокним решењима сакралног градитељства. Једнобродна је грађевина с полукружном апсидом и високим призиданим звоником.
Статичка санација грађевине је урађена 2006. године.
Овде се налази Црквена ризница у Шиду.

## Галерија
- Иконостас
- Иконостас
- Комеморативна плоча посвећана Србима из Шида које су убиле хрватске усташе
- Шидска црква, Сава Шумановић, 1940. године.

Литија 2018.
Црква, као и Шид слави Пренос моштију Светог оца Николаја, када се организује и литија улицама града.